# حملة بريتاني
كانت حملة بريتاني احتلالًا عسكريًا من قبل إسبانيا لبرطانية، فرنسا. بدأت الحملة في صيف العام 1590 حين عرض فيليب إيمانويل دو لوران، دوق ميركور وحاكم بريتاني، مرفأ بلافيت على فيليب الثاني ملك إسبانيا لكي يكون مكان إرساء أسطوله. انتهى الاحتلال رسميًا في 2 من شهر مايو من عام 1598 بموجب معاهدة فرفينس.
استخدم الإسبان المرفأ كقاعدة لحماية أساطيل الكنوز والتصدي للعمليات البحرية الإنجليزية وشن هجمات على امتداد الساحل الإنجليزي ومساعدة التحالف الكاثوليكي، وقد كان غزو إنجلترا الهدف الأقصى وراء كل ذلك.

## الخلفية
في 22 من شهر سبتمبر من عام 1588، بدأت سفن الأرمادا الإسبانية الناجية بالدخول إلى العديد من المرافئ الإسبانية بسفنها المهترئة وطواقمها المنهكة وعدد كبير من الرجال المرضى على متنها.
ليس ثمة شك أن فشل مغامرة إنجلترا قد مثل انتكاسة كبرى لخطط فيليب الثاني الاستراتيجية، على الرغم من أن تبعات تلك المغامرة انعكست على المستوى النفسي أكثر مما على المستوى المادي، إذ كان كاسادو سوتو قد وثّق بدقة أنه فقد من بين 123 سفينة أبحرت من لاكورونيا 31 سفينة «فقط»، وكان من بينها 3 غليونات، وكانت باقي السفن أوركاسات ومراكب أخرى أصغر حجمًا.
على الجهة الأخرى، لم يجر التخلي عن مشروع الغزو وخلال السنوات الأخيرة من حكم فيليب الثاني كانت هناك محاولات عديدة لتنفيذه، ضمن إطار المواجهة العامة المتعاظمة التي أرغمت الملكيتان عليها على بحرين مع سيناريوهات برية وبحرية مختلفة، والتي تعتبر حملة بريتاني من أبرزها.

### الأرمادا الإسبانية بعد عودة الحملة
فرضت الحاجة إلى ضمان أمان سواحل إسبانيا في الوقت الذي كانت تواجه فيه خطرًا حقيقيًا بهجوم إنجليزي محتمل تبني سلسلة من الإجراءات التي كانت تهدف إلى استعادة القدرة القتالية للبحرية الإسبانية، وتعويض الخسائر في الأرواح البشرية في الوقت نفسه.
فمن جهة، كانت معظم السفن الناجية من الحملة تتركز في سانتندر حيث أجريت الإصلاحات الضرورية باستخدام كافة الموارد المتاحة. ولم تبق في لاكورونيا سوى غليونات «سان بيرناردو» و«سان خوان» من السرب البرتغالي، و«سان بارتولومي» من سرب دون بيدرو دي فالديس، إلى جانب القادستين «ديانا» و«برينسيسا» وبضعة قوارب أصغر حجمًا.
في شهر نوفمبر من عام 1588، أمر فيليب الثاني ببناء 21 غليونًا جديدًا ضخمة الحجم. بني 12 منها في مرفأ كانتابريان وتميزت بأرقامها والأسماء التي أطلقت عليها، إذ عرفت باسم «الحواريين الاثني عشر». إضافة إلى ذلك، صنعت 6 منها في البرتغال و2 في جبل طارق و1 في فيناروز، ودخلت جميعها الخدمة في غضون فترة قصيرة من الوقت.
من الجهة الأخرى، بعد وقت قصير على عودة الأرمادا، صدرت أوامر بتعبئة عامة للقوات في كل المقاطعات الساحلية لمواجهة رد متوقع من قبل إنجلترا، على الرغم من أن قدوم الشتاء قد أبعد بصورة مؤقتة المخاوف من هجوم مضاد فوري، الأمر الذي أعاد الثقة.
سمح تقليل التوتر الناتج بإرسال قوات المشاة التي عادت مع الأرمادا لتقضية فصل الشتاء بعيدًا عن الساحل، وبذلك تخفيف العبء عن سانتندر في إيواء عدد كبير من القوات الهجومية التي كانت متركزة هناك.
خلال الأشهر الأولى من عام 1589، كانت قد أعيدت هيكلة كل تلك الوحدات التي جمعت ضمن وحدتين ثلاثيتين بقيتا تحت قيادة الدون أغوستين دي ميكسيا والدون فرانسيكسو دي توليدو. وانضمت إليهما الوحدة الثلاثية التابعة للدون خوان ديل أغويلا التي لم تكن قد شاركت في مغامرة إنجلترا والتي كانت قد ألحقت بالأرمادا.

### الهجوم الإنجليزي على لاكورونيا ولشبونة
كانت الأوضاع على حالها حين فوجئت السواحل الإسبانية برد إنجليزي كان يهدف إلى استغلال الظروف التي رأوها مواتية بشدة.
مع قدوم الربيع، أبحرت 180 سفينة و 27,667 جنديًا من بلايموث تحت قيادة السير فرانسيس دريك والسير جون نوريس بهدف تدمير سفن الأرمادا الإسبانية المتبقية في سانتندر ومن ثم الاستيلاء على مدينة لشبونة والأزور باسم الدون أنطونيو من كراتو الذي كان ما يزال يأمل باعتلاء العرش البرتغالي.
تلقى هذا الأسطول الجبار مع اقترابه من الساحل الجليقي تحذيرًا بأن الأرمادا كانت راسية في لاكورونيا، ولذلك قرر دريك تعديل خططه الأولية وشن هجوم على ذلك المرفأ لمباغتة سفن الأرمادا التي كان يفترض أنها تتجمع هناك وتدميرها.
كان التحذير خاطئًا لأن الأرمادا كانت ما تزال في سانتندر، غافلة تمامًا عما كان آتيًا، في حين لم توجد في مرفأ لاكورونيا سوى السفن المذكورة. وسرعان ما أدرك دريك خطأه، إلا أنه قرر، لأسباب لم توضح بما فيه الكفاية قط، مواصلة الهجوم وتمكن بعد التغلب على المقاومة الضعيفة الأولية من إنزال معظم قواته على شاطئ سانتا لوسيا في 4 من شهر مايو.
لم يتمكن نائب ملك جليقية، خوان باتشيكو دي توليدو، المركيز الثاني لسيرالبو، من مواجهتهم سوى ب 1500 جندي حشدوا على عجل داخل المدينة وحولها. وعلى الرغم من ذلك، أخفقت جميع محاولات دريك في الاستيلاء على لاكورونيا في وجه المقاومة الضارية التي أبداها أولئك الجنود والسكان أنفسهم، وهكذا أرغم دريك في 18 من شهر مايو على سحب قواته وترك المرفأ في اليوم التالي. قدرت الخسائر بين 1000 و1500 جندي في حين أُحرقت على الجانب الإسباني 3 غليونات من قبل طواقمها لتلافي وقوعها في أيدي الأعداء، على الرغم من إنقاذ القادسات التي فرت نحو مصب نهر بيتانزوس.
وانطلاقًا من جليقية، عبرت السفن الإنجليزية على طول الساحل البرتغالي خلال الأيام الأولى من شهر يونيو حيث حاولت الاستيلاء على لشبونة. بعد قتال شرس، أخفقت السفن وانسحبت في نهاية المطاف. مثلت هذه الأعمال الدامية انتكاسة كبرى لدريك الذي توجب عليه العودة إلى إنجلترا بعد خسارةٍ لنصف قواته بلغت نحو 10 آلاف جندي بين قتيل وجريح، وتوجب إضافة خسارة 9 سفن إلى ذلك، 7 منها في لشبونة ودون أن تتمكن أي منها من تحقيق أي مكسب مباشر. في النهاية، كانت الحملة فشلًا ذريعًا ولم تعد سوى بـ102 سفينة و 3722 جنديًا يطالبون بمستحقاتهم.

## تغيير في الاستراتيجية
تسبب الهجوم الإنجليزي على لاكورونيا باضطرابات كبيرة لكشفه، مرة أخرى، قدرة العدو على العمل على سواحل شبه الجزر وعلى الرغم من الفشل، لم يكن ممكنًا إنكار حقيقة حدوث إنزال مشاة إنجليز على الأراضي الإسبانية ودليل أن العديد من المدن شعرت بتهديد جدي خلال أيام الحصار.
ولذلك كان من الضروري تحديد الإجراءات الطارئة التي ستتخذ للتعامل مع إمكانية حدوث هجمات إنجليزية جديدة على السواحل الإسبانية وفي الوقت نفسه حماية وصول الأساطيل من بلاد الهند.
اتخذ القرار بنقل كامل القوى البحرية إلى مرفأ فيرول الذي كان يلائم بصورة مثلى، نظرًا إلى موقعه الجغرافي، تنفيذ هذه المهام. ومنذ ذلك الحين ستكون فيرول ولشبونة القواعد التي ستنطلق منها العمليات البحرية التي كانت تتمتع، نظرًا إلى عددها وخصائصها، بأهمية كبيرة كما تدل حقيقة أنه بحلول بداية العام 1590 رست السفن التالية في فيرول:
| غليونات البرتغال | 4  |
| غليونات كاستيل   | 11 |
| غلياس            | 2  |
| سفن فخامة الملك  | 2  |
| قوارب خاصة       | 8  |
| باتاتشي          | 8  |
| زابرا            | 10 |
| فالواس           | 2  |

كان الأثر الذي خلفته الأعمال الإنجليزية كبيرًا إلى درجة أن بلاط فيليب الثاني اعتبر هذه المغامرات خيالية بقدر درجة خيالية المغامرة التي اقترحها القائد خوان دي إيسكالانتي بحرق السفن الإنجليزية في مرافئها.
كان أسلوب الهجوم هذا عبر سفن الحرق قد أثبت نجاحه بفعالية خلال حصار أنتويرب بين عامي 1584 و1585 من قبل ألساندرو فارنيزي وفي ليلة 7 من شهر أغسطس من عام 1588 حين استُخدم من قبل الإنجليز ضد الأرمادا الجبارة التي كانت راسية في دونكيرك.
وفرت المكانة التي كان يحظى بها إسكالانتي وذكرى هذه الأحداث له الوسائل اللازمة لتنفيذ خططه. ومن أجل ذلك، وظفت «ثلاث سفن باناكيرو» سميت «سانتا ماريا» و«سان خوليان» و«سان بيدرو» قدرت قيمتها ب 500 و450 و350 دوقية وكانت مملوكة من قبل خوان بيريز دي لاريتا وسيباستيان دي أيا وميغيل دي كورديلوس على التوالي.
غادرت السفن الثلاث، في أواسط شهر أغسطس، ورافقها مركب سريع سافر على متنه خوان دي إسكالانتي لتنفذ مخططه. إلا أنها
حين باتت على وشك أن تدخل القناة، في 27 من شهر أغسطس، واجهت عددًا من السفن البحرية الإنجليزية التي بدأت بتعقبها بتركيز إلى درجة أنها دفعت إسكالانتي إلى أمر طواقم سفنه الأخرى بالقفز إلى مركبه السريع وإغراق السفن، وهو ما فعلته الطواقم دون إنقاذ أي شيء...— الأرشيف العام لسيمانكاس، حرب أنتيغوا.
عُرفت النهاية الحزينة لهذا الفصل من الادعاءات العديدة التي قدمها ملاك القوارب المصادرة وأقاربهم للبلاط في محاولة للحصول على تعويضات مادية لفقدانهم ما كان يشكل سبيل عيشهم الوحيد.